# Михаило Магдаленић
Михаило Магдаленић (Кусадак код Смедеревске Паланке, 1846 —Врњачка Бања, 9. децембар 1926) је био српски генерал. Учествовао је у Српско-турским ратовима и Српско-бугарском рату. Након Мајског преврата спадао је у групу контразавереника.

## Војно школовање
Рођен је 1846. у Кусатку код Смедеревске Паланке. Артиљеријску школу уписао је 1861, као питомац шесте класе, коју је завршио као 9. у класи 1866. и произведен је у чин потпоручника. Послали су га као државног питомца 1872. на трогодишњи инжињерски курс на Николајевску војну академију у Петрограду у Русији. Након повратка из Петрограда био је 1875. водник инжењерског батаљона.

## Српско-турски ратови
Учествовао је у Првом српско-турском рату 1876. најпре као помоћник начелника инжињерије Врховне команде, а онда је био начелник инжињерије Моравског кора. Био је и командант десног крила Ибарске војске. Унапређен је октобра 1876. у чин мајора. По окончању рата био не начелник инжињерије Дринског кора. У Другом српско-турском рату 1877—1878 био је начелник инжињерије Шумадијског кора. Остао је на месту начелника и након окончања рата. Предавао је на Војној академији пољску и сталну формацију у неколико наврата: од новембра 1875. до јуна 1876, затим од септембра 1878. до октобра 1889. и од октобра 1894. до 1895.

## Генерал
Током 1882. до 1883. био је вршилац дужности команданта најпре инжињеријског батаљона, па онда инжињеријског пука. Унапређен је 1883. у чин потпуковника. Током 1883. био је командант инжињерије сталног кадра и референт инжињерије код команде активне војске, а онда је кратко време био заповедник града Ниша и после тога референт инжињерије Дунавске дивизијске команде. Одређен је 1884. за вршиоца дужности начелника инжињерско-техничког оделења министарства одбране. Учествовао је у Српско-бугарском рату 1885. као начелник инжињерије Врховне команде. Након завршетка рата поставен је 1886. за начелника инжињерско-техничког оделења министарства одбране. Унапређен је 1888. у чин пуковника. Постављен је 1889. за команданта Тимочке дивизијске области. На властити захтев пензионисан је 1890. због телесне неспособности. Док је био пензионер унапређен је 1897. у чин почасног генерала. Био је познат као велики и поуздани пријатељ Милана Обреновића. За Магдалененићеву супругу се сматрало да је један од шефова шпијунаже за краља Александра Обреновића. Активиран је 1900. године, када је и добио чин генерала. Постављен је 1900. за команданта Дунавске дивизијске области. Поново је пензионисан фебруара 1901.

## Против завереника
Након Мајског преврата био је као поуздани Обреновићевац један од вођа контразавереника, који су се супростављали оним официрима, који су извршили преврат. У августу 1903. контразавереници су врбовали официре да се заложе за удаљење завереника из војске, а при томе су ширили гласове да је на њиховој страни неколико генерала, међу којима и Магдаленић. Сматрало се да му је један од главних помагача био његов кум пуковник Милош Васић. Појединци су у истрази тврдили да је делио аустријски новац да би врбовао официре за контразаверу. Био је у групи, која је 1905. планирала да се са српског престола без проливања крви протера краљ Петар I Карађорђевић и да се доведе неки страни принц. У тој групи поред њега били су Светолик Јакшић, Милош Петронијевић и Милош Васић. Док се Светолик Јакшић залагао да на српски престо дође Франц Фердинанд или неки немачки принц, дотле се Михаило Магдаленић заједно са кумом Милошем Васићем залагао да се на престо Србије доведе црногорски принц Данило. Након абдикације принца Ђорђа Карађорђевића изгледа да су током 1910. Магдаленић и Милош Васић постали Ђорђеви саветници. Принц Ђорђе је тада нападао свога оца краља Петра, као и вође радикала и самосталаца.

## У Врњачкој Бањи
У Врњачкој Бањи је саградио вилу Горицу. У њој је живео за време Првог светског рата. У време аустроугарске окупације Србије интерниран је септембра 1916. и одведен је у Београд. На ургирање Вукашина Петровића пуштен је да слободно живи у Врњачкој Бањи. Магдаленић је умро 9. децембра 1926. у Врњачкој Бањи.